# ستارا خوتا (استان اشوی‌داشکسیه)
ستارا خوتا (به لهستانی: Stara Huta) یک منطقهٔ مسکونی در لهستان است که در گمینا بیلینه واقع شده‌است. ستارا خوتا ۳۷۰ نفر جمعیت دارد.